# Mesosa rosa
Mesosa rosa es una especie de escarabajo longicornio del género Mesosa, categorizada en la tribu Mesosini, de la subfamilia Lamiinae. Fue descrita por Karsch en 1882.

## Descripción
Mide 12-17 mm de longitud.

## Distribución
Se distribuye por India y Sri Lanka.